# .bitnet
.bitnetは、1980年代に使用された擬似ドメイン。
この擬似ドメインはインターネットに直接つなぐ代わりにネットワーク用のゲートウェイを通じてつながることのできたホストネームを指した。このとき、ホストネームがBITNETネットワークを通じてアクセスできたことが示された。
これはインターネットのルートに存在するのではなく、非インターネットネットワークが幅広く使われたときにアドレスの中で活用されることのあった『トップレベルドメイン』のひとつでもあった。